# Nikolai Davîdenko
Nikolai Vladimirovici Davîdenko (în ucraineană Миколай Володимирович Давиденко; în rusă Николай Владимирович Давыденко, n. 2 iunie 1981, Severodonețk, RSS Ucraineană, URSS, astăzi în Ucraina) este un jucător profesionist rus de tenis, câștigător a 20 de turnee ATP, fiind totodată cel mai bun jucător rus în ultimii 4 ani.
Cea mai mare performanță a lui Nikolai o reprezintă câștigarea turneului campionilor în 2009, învingându-i pe parcurs pe Rafael Nadal, Robin Soderling, Roger Federer și Juan Martin Del Potro.